# Balduin V av Flandern
Balduin V av Flandern, född omkring 1012, död 1067, var regerande greve av Flandern mellan 1035 och 1067.
Han var son till Balduin IV av Flandern. Han var gift med Adelheid av Frankrike och fick med henne barnen Balduin VI (död 1070), Matilda (gift med Vilhelm Erövraren) och Robert I.